# Шість демонів Емілі Роуз
«Екзорцизм Емілі Роуз» (англ. The Exorcism of Emily Rose) — художній кінофільм режисера Скотта Дерріксона 2005 року. Фільм заснований на реальних подіях 1976 року, коли в ході екзорцизму померла Аннеліза Міхель. Літературне джерело — документальна книга антрополога Фелісітас Гудман «Вигнання диявола з Аннеліз Міхаель».

## Сюжет
Підготовка до суду над католицьким священиком отцем Муром, який провів обряд екзорцизму, у результаті чого його підопічна померла. Звинувачення підбирає головним обвинувачем переконаного методиста Ітана Томаса, а єпархія зі свого боку наймає висхідну зірку адвокатури агностика Ерін Брунер. Священикові пропонують угоду, але він відмовляється. Починається суд.
Університетський професор доктор Мюллер, спеціаліст з неврології, припустив, що дівчина страждала епілепсією, і призначив курс терапії даного захворювання (за фільмом він використовував препарат гамбутрол, що не існує в реальності). Проте дівчина за порадою отця Мура відмовилася від прийому препарату, після цього галюцинації посилилися. Експерт доктор Бріггс, який здійснював розтин, зробив висновок про те, що у дівчини епілепсія переросла в епілептичний психоз. Він також висловив думку, що дівчина померла від виснаження, і погодився з доктором Мюллером. Тоді адвокат вирішує, що варто викликати як експерта антрополога — доктора Садіру Адані.
Як свідки були так само викликані хлопець Емілі та її батько, які розповіли мальовничі подробиці біснування дівчини. Потім захист викликав Садіру Адані, яка представилася фахівцем з одержимості. Та висунула теорію, що дівчина була гіперсенситивом, у результаті вона стала одержимою. Також Адані припустила, що ритуал екзорцизму не виявився ефективним через застосування психотропних препаратів.
Несподівано в суді вирішив виступити психіатр доктор Картрайт, який був присутній при обряді. Наступного дня в суді виступив сам отець Мур, який розповів, що о третій годині ночі (за його словами, часу розгулу темних сил) він піддався нападу темних сил. У ніч 30 жовтня (на Хелловін) священик розпочав обряд. Однак дівчині вдалося вирватися і втекти в сарай. Обряд було продовжено там. Коли священик зажадав сутність усередині дівчини назвати своє ім'я, та повідомила, що їх там шестеро. Обряд виявився невдалим.
Доктор Картрайт, однак, до суду не з'явився. Пізніше він зустрівся з Ерін на вулиці, довго вибачався, після чого несподівано потрапив під машину і загинув. Захист опинився в глухому куті. Старший партнер адвокатської  фірми під загрозою звільнення зажадав від Ерін більше не викликати як свідка отця Мура, проте адвокат наступного дня почала саме з цього. Священик зачитав лист Емілі, де та писала про видіння Богородиці після обряду. Богородиця повідомила дівчині, що все, що відбулося — промисел Бога для того, щоб навколишні усвідомили реальність духовного світу.
Після останніх виступів звинувачення і захисту присяжні винесли вердикт — вони визнали священика винним. Проте вони так само запропонували призначити йому як покарання термін, який він уже відсидів. Суддя погодилася з цією рекомендацією.
Після суду старший партнер фірми запропонував Ерін місце старшого партнера, проте остання відмовилася.

## У фільмі знімались
1. Лора Лінні — Ерін Брунер, адвокат
2. Том Вілкінсон — Отець Мур, обвинувачений
3. Кемпбелл Скотт — Ітан Томас, головний обвинувач
4. Дженніфер Карпентер — Емілі Роуз
5. Мерілін Норра — Маріа Роуз
6. Ендрю Вілер — Натаніел Роуз
7. Колм Фіоре — Карл Гандерсон
8. Джошуа Клоуз — Джейсон
9. Кеннет Велш — доктор Мюллер
10. Дункан Фрайзер — доктор Грехем Картрайт
11. ДжейАр Борн — Рей
12. Мері Бет Герт — суддя Брюстер
13. Генрі Черні — доктор Бріґґз
14. Шогре Аґдашлу — доктор Садіра Адані
15. Стів Арчер — хлопець у барі
16. Мері Блек — доктор Едіт Фогель
17. Лорена Гейл — голова журі присяжних

## Нагороди
- 2006 Премія Сатурн
  - найкращий фільм жахів
  - Номінація — найкраща актриса (Лора Лінні).
  - Номінація — найкраща актриса другого плану (Дженніфер Карпентер).
- 2006 Golden Trailer Awards
  - Найкращий фільм жахів
- 2006 MTV Movie Awards
  - Best Frightened Performance — Дженніфер Карпентер
  - Best Breakthrough Performance — Дженніфер Карпентер